# BMW E1

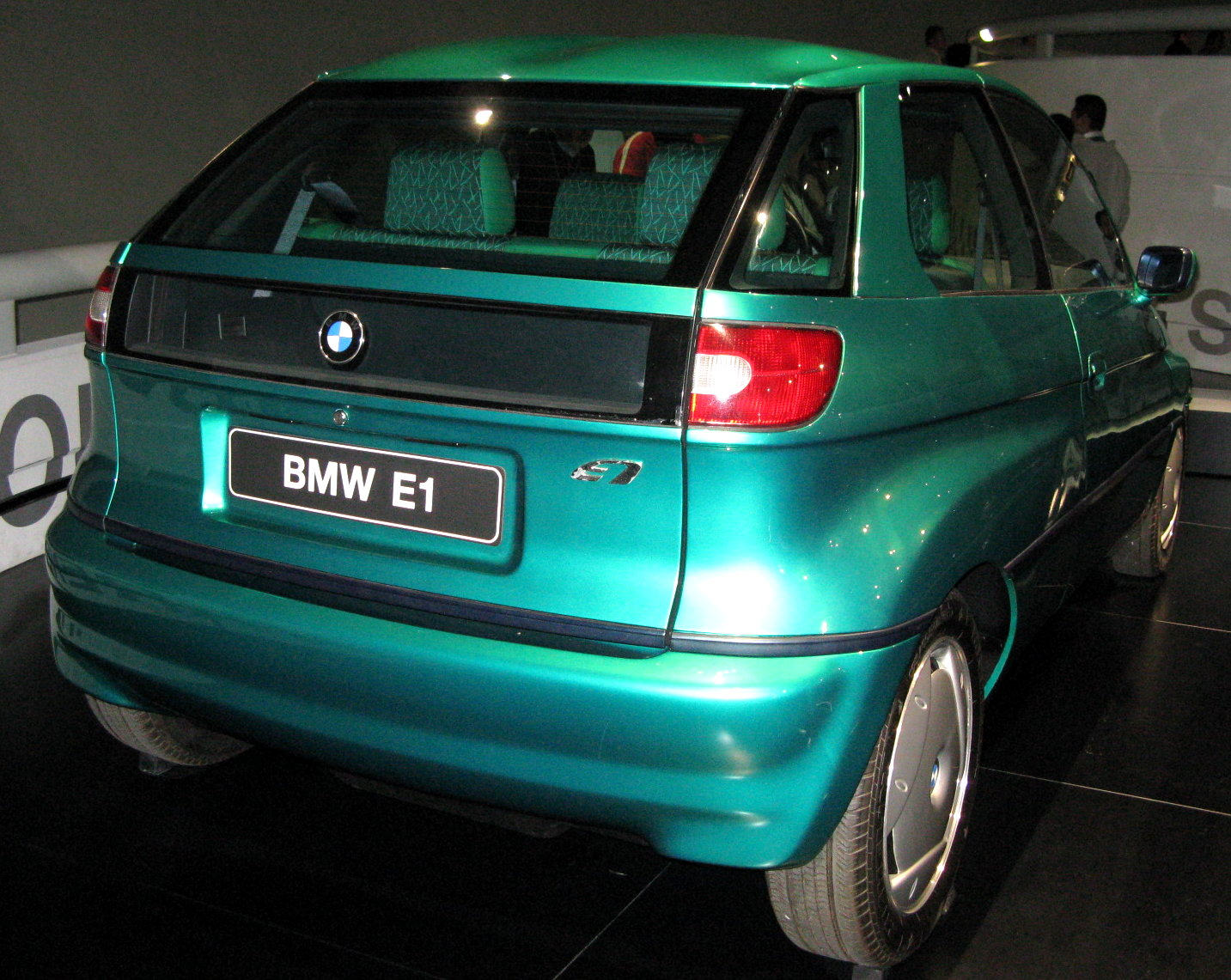
BMW E1 2te Generation (Z15, 1993), Heckansicht

BMW E1 ist die Bezeichnung für zwei Prototypen eines Elektrofahrzeugs von BMW von 1991 und 1993.

## BMW E1 der ersten Generation
Der Ur-E1 wurde von BMW 1991 auf der IAA in Frankfurt vorgestellt.
Der BMW E1 (Werkscode Z11) war ein 2+2-Sitzer, der nur 3,46 m lang war, aber mit 1,65 m Breite fast so breit wie ein zeitgenössischer BMW der 3er-Reihe. Die Designsprache der damaligen BMW-Modelle wurde übernommen, wie beispielsweise die verglasten Doppelscheinwerfer vorne.
Die Besonderheit dieses Modells war, dass es sich um ein reines Elektrofahrzeug handelte. Der Motor, der direkt über der Hinterachse montiert war, leistete 32 kW und gab seine Kraft, wie bei BMW üblich, an die Hinterräder ab. Die Höchstgeschwindigkeit lag bei 120 km/h, die Beschleunigung von 0–50 km/h bei 6 Sekunden, die Beschleunigung von 0–80 km/h bei 18 Sekunden. Der Radstand betrug 232 Zentimeter, der Wendekreis weniger als neun Meter. Die 200 Kilogramm schwere Natrium-Schwefel-Batterie mit 120 Volt und 20 kWh stellte unter günstigen Umständen Energie für ca. 200 km Reichweite bereit, bevor der BMW E1 wieder für 6–8 Stunden an die Steckdose musste (wobei sich das Ladekabel hinter einer Nierenhälfte befand). Das Fahrzeug besaß eine Rekuperationsbremse (Bremsenergierückgewinnung) mit deren Hilfe die Traktionsbatterie durch die Bremsenergie wieder aufgeladen werden konnte. Herausragend für die Zeit waren die in den Felgen integrierten Trommelbremsen. Dieser erste Prototyp fiel einem Brand zum Opfer.

## BMW E1 der zweiten Generation
Der neue BMW E1 (Werkscode Z15) debütierte während der IAA in Frankfurt vom 9.–19. September 1993. Er wurde konzipiert, um in der Stadt völlig abgasfrei und über Land extrem abgasarm mobil sein zu können. Das Lastenheft sah vor, dass der E1 in allen Varianten die Forderungen nach brauchbaren Fahrleistungen, akzeptabler Reichweite, unkompliziertem Handling und einem hohen Maß an aktiver und passiver Sicherheit bei niedrigem Gewicht erfüllt.
Aus dem Ur-E1 und der Z13-Studie entwickelten die Mitarbeiter der BMW Technik GmbH eine zweitürige, viersitzige, 3,70 Meter kurze und daher wendige Limousine, die – je nach Einsatzzweck – mit Elektroantrieb, Verbrennungsmotor oder auch mit beidem ausgerüstet werden kann. Der Rahmen aller äußerlich weitgehend identischen Varianten besteht aus einem computerberechneten Aluminiumrahmen in sogenannter „space frame“-Technik, während die Außenhaut weitgehend aus recyclingfähigem Kunststoff und einigen Alu-Teilen gestaltet ist.

### Die Verbrennungsmotor-Variante
Als Antriebsaggregat dient hier (wie beim BMW Z13) ein 1,1-Liter-Motor aus der BMW K-Motorradreihe. Der für den Automobil-Betrieb auf 60 kW (82 PS) reduzierte, dafür drehmomentoptimierte Reihenvierzylinder ist vorn im Fahrzeug untergebracht und treibt die Vorderräder an. Mit nur rund 800 kg Gewicht erreicht der E1 mit Ottomotor in 11,5 Sekunden die 100-km/h-Marke. Die Höchstgeschwindigkeit liegt bei 180 km/h, der Durchschnittsverbrauch wird mit 5 bis 6 l auf 100 km angegeben.

### Die Elektro-Variante
Der Elektro-E1 ist rund 100 Kilogramm schwerer als die Verbrennungsmotor-Variante. Unter der Rücksitzbank ist die 200 kg schwere Hochtemperatur-Natrium-Nickelchlorid-Batterie von AEG mit einer Kapazität von 19 kWh untergebracht. Sie versorgt den über der Hinterachse platzierten, weiterentwickelten ABB-Unique-Elektromotor, der 32 kW (45 PS) leistet und über ein maximales Drehmoment von 150 Nm verfügt. Die Reichweite liegt – abhängig von der Fahrweise – bei bis zu 265 Kilometern. Dieser E1 beschleunigt in unter sechs Sekunden auf Stadt-Tempo, 80 km/h erreicht man in 12,7 Sekunden. Seine Höchstgeschwindigkeit beträgt 125 km/h.

### Die Hybrid-Variante
Die Hybrid-Variante verfügt über beide Antriebsquellen, die – je nach Einsatzzweck – unabhängig voneinander geschaltet werden können. Die Batterie konnte hier kleiner ausfallen, wobei den so gewonnenen Raum ein 40 Liter-Kraftstofftank einnimmt. Die Fahrleistungen entsprechen jeweils in etwa den oben genannten, allerdings ist der Hybrid-E1 mit 930 kg nochmals 30 kg schwerer als die Elektro-Variante.
Damit hat der E1-Nutzer die Wahl: Wird das Fahrzeug überwiegend oder ausschließlich im Kurzstreckenverkehr eingesetzt, ist der reine Elektro-E1 die bevorzugte Wahl (oder auch dort, wo emissionsfreier Verkehr einmal zwingend gefordert sein wird). Kommt es in erster Linie auf zügiges Vorwärtskommen bei herkömmlicher Reichweite an, ist die Variante mit Verbrennungsmotor von Vorteil. Und für „Misch-Einsätze“ bietet sich der Hybrid-Wagen an.
Die zwei Generationen des BMW E1 unterscheiden sich im Übrigen nicht nur technisch, sondern auch optisch voneinander. Der BMW E1 der ersten Generation (Pressefotos zeigen den Wagen oft in roter Lackierung mit dem amtlichen Kennzeichen M-DA 8375) unterscheidet sich vom BMW E1 der zweiten Generation (Pressefotos zeigen den Wagen in grüner (Kennzeichen: M-JE 9483) oder roter Lackierung (Kennzeichen: M-JE 9482)) insbesondere durch eine schmalere umlaufende Stoßleiste, andere Sitze, ein anderes Armaturenbrett und die unterschiedlich gestaltete Heckpartie. Zudem ist der Hofmeister-Knick der C-Säule unterschiedlich ausgeführt. Der BMW E1 der zweiten Generation hat zudem über den Rädern angedeutete Kotflügelverbreiterungen in Form von ausgeprägten Sicken, welche der E1 der ersten Generation nicht aufweist.

## Designstudie BMW E2
Auf der Greater Los Angeles Auto Show vom 2.–12. Januar 1992 präsentierte BMW die Studie BMW E2 auf Basis des E1. Die BMW E2-Studie unterschied sich von dem für den städtischen Verkehr in Europa entwickelten E1 im Wesentlichen dadurch, dass sie von den Abmessungen und von der Leistung her auf die US-amerikanischen Verkehrsbedingungen zugeschnitten wurde. Die Stylisten von Designworks sollten anhand eines Modells zunächst einmal aufzeigen, wie ein solches Fahrzeug beschaffen sein könnte. Heraus kam ein Viersitzer, der in voller Ausstattung mit 1000 kg Leergewicht zwar um rund 100 kg schwerer als der E1, aber bei identischer Breite mit 3,82 Metern um 36 Zentimeter länger und mit 1,45 Metern fünf Zentimeter niedriger als das „Ur-Modell“ sein würde.
Als Fahrleistungen mit dem etwa 32 kW (45 PS) leistenden Motor waren für den E2 folgende Werte vorgesehen: Beschleunigung von 0 auf 50 km/h in 6,5 s, von 0 auf 80 km/h in 15,6 Sekunden, Höchstgeschwindigkeit 120 km/h. Die maximale Reichweite sollte bei 430 km liegen, die Reichweite im Praxisbetrieb bei 260 km.